# Ricardo Bermejo
Ricardo Bermejo López (1900, data de morte desconhecida) foi um ciclista chileno que participou de dois eventos nos Jogos Olímpicos de Paris 1924.